# (1527) Malmquista
(1527) Malmquista – planetoida z pasa głównego asteroid okrążająca Słońce w ciągu 3 lat i 119 dni w średniej odległości 2,23 au. Została odkryta 18 października 1939 roku w Obserwatorium Iso-Heikkilä w Turku przez Yrjö Väisälä. Nazwa planetoidy pochodzi od Gunnara Malmquista (1893-1982), szwedzkiego astronoma. Przed nadaniem nazwy planetoida nosiła oznaczenie tymczasowe
(1527) 1939 UG.